# Fritch
Fritch – miasto w Stanach Zjednoczonych, w stanie Teksas, w hrabstwie Hutchinson.